# 등차수열

수학에서 등차수열(等差數列, 문화어: 같은차수렬, 영어: arithmetic progression, AP 또는 arithmetic sequence)은 연속하는 두 항의 차이가 모두 일정한 수열을 뜻한다. 예를 들어 1, 3, 5, 7, 9, ...은 등차수열이다. 이때 두 항의 차이는 이 수열의 모든 연속하는 두 항들에 대해서 공통으로 나타나는 차이므로, 공차(common difference)라고 한다. 예를 들어, 앞의 수열의 공차는 2이다.
수열의 첫항을 {\displaystyle a_{1}}, 공차를 {\displaystyle d}라고 할 때, 일반항을 다음과 같이 나타낼 수 있다.
{\displaystyle a_{n}=a_{1}+(n-1)d}

## 등차수열 구하기

### 등차수열의 항과 공차 이용
{\displaystyle x}번째 항을 {\displaystyle a_{x}}, 공차를 {\displaystyle d}라 하면
등차수열의 일반항은 다음과 같다.
{\displaystyle a_{n}=a_{x}+(n-x)d}
물론 여기에 {\displaystyle x=1}을 대입하면 잘 알려진 일반항으로 다음을 얻는다.
{\displaystyle a_{n}=a_{1}+(n-1)d}

이를테면 제5번째 항이 9이고, 공차가 2라면
{\displaystyle a_{n}=a_{5}+(n-5)d}
{\displaystyle a_{n}=9+2(n-5)}
{\displaystyle a_{n}=2n-1}

## 공차
등차수열에서 연속하는 두 수의 차이를 공차(公差)라고 한다. 보통 {\displaystyle d}로 표시한다.
예시를 들면 다음과 같다.
- 1, 2, 3, 4,…으로 증가하는 수열이 있을 때, 공차 {\displaystyle d}는 1이다.
- 1, 1, 1, 1, 1, … 이런 수열이 있을 때, 공차{\displaystyle d}는 0이다.(특히, 이런 수열을 상수수열이라고 한다)
- 2, 10, 18, 26, …으로 증가하는 수열이 있을 때, 공차 {\displaystyle d}는 8이다.
- 342, 345, 348, 351 …으로 증가하는 수열이 있을 때, 공차{\displaystyle d}는 3이다.
- 0, -1, -2, -3, -4 …으로 증가하는 수열이 있을 때, 공차 {\displaystyle d}는 -1이다.

{\displaystyle d}는 {\displaystyle a_{(}n+1)} - {\displaystyle a_{n}} (단, {\displaystyle n}은 {\displaystyle >=} 2)로 구할 수 있다. 또는 {\displaystyle a_{x}} - {\displaystyle a_{y}} {\displaystyle /} {\displaystyle x} - {\displaystyle y} 로 구할 수 있다.

## 등차중항
세 수 {\displaystyle a}, {\displaystyle b}, {\displaystyle c}가 이 순서로 등차수열을 이룰때, {\displaystyle b}를 {\displaystyle a}와 {\displaystyle c}의 등차중항 혹은 산술평균(arithmetic mean)이라고 한다.
세 수 {\displaystyle a}, {\displaystyle b}, {\displaystyle c}에 대하여 {\displaystyle b}가 {\displaystyle a}와 {\displaystyle c}의 등차중항이면 등차수열의 정의에 의해서 {\displaystyle b-a=c-b} 이므로 다음이 성립한다.
{\displaystyle b={\frac {a+c}{2}}}
등차중항은 두 수를 1:1로 내분하는 등분점이라고 생각하면 쉽다. 세 수 {\displaystyle a}, {\displaystyle b}, {\displaystyle c}가 이 순서로 등차수열을 이룰때, {\displaystyle b}는 {\displaystyle a}와 {\displaystyle c}의 이등분점이다. 네 수 {\displaystyle a}, {\displaystyle b}, {\displaystyle c} {\displaystyle d}가 이 순서로 등차수열을 이룰때, {\displaystyle b}는 {\displaystyle a}와 {\displaystyle d}의 1:2 내분점이고 {\displaystyle c}는 {\displaystyle a}와 {\displaystyle d}의 2:1 내분점이다. 즉, {\displaystyle b}와 {\displaystyle c}는 삼등분점이 된다.
수열의 정의상 함수처럼 생각하면 이를 내분점, 혹은 외분점의 의미로 받아 들일 수 있다. 항의 비로 표현이 가능하다.
근데 항상 (가장 작은 수)와 (가장 큰 수)만으로 중앙값을 구할 때만 있지 않습니다.
그래서 일부만 가지고 등차수열이라면 중앙값을 구할 수 있는 식이 필요합니다.
그 일부는 2개면 충분하다면?
일단 2개 중에서 비교상으로 더 큰 값을 ɤ, 비교상으로 작은 값을 ɮ이라고 합시다
그리고 순서 숫자(예 〈2,5,8,11,14,17,20,23〉에서 2은 첫번째니 1로, 5는 두번째니 2로, 8은 세번째니 3로, 17은 6번째니 6으로)
는 더 큰 값을 ᚴ, 더 작은 값을 ᛟ이라고 합시다.
마지막으로 숫자 개수와 간격을 각각
그 식은
```
          ᚴ x ɤ  -  ᛟ x  ɮ
-----------------------------------------   +  {[{숫자 개수+1}/2]- ᚴ - ᛟ }x간격 
               ɽ  -  ɻ
```

```
  을 구하면 중앙 값을 구할 수 있습니다.
```

예시를 보여드릴겠습니다.
간격이 +7이고 시작 수가 6인 숫자부터 시작해서 모든 숫자개수가 11개 인 등차수열을 나타내면
〈6,13,20,27,34,41,48,55,62,69,76〉
두 번째인 숫자(13)와 네 번째의 숫자(27)의 숫자와 숫자 개수(11개)와 간격(+7)을 가지고 중앙값을 구하겠습니다.
```
              4 x 27 - 2 x 13

-------------------------------------------------
 + {{(11+1)/2}-4-2} x (+7) = {(108 - 26)/ 2 } + 0x7 =42            .                  4 - 2                                             
```

## 등차급수
등차급수(영어: arithmetic series)는 다음과 같은 공식으로 나타난다. 초항부터 n번째 항까지의 합 {\displaystyle S_{n}}은
{\displaystyle S_{n}={\frac {n(a_{1}+a_{n})}{2}}={\frac {n[2a_{1}+(n-1)d]}{2}}}
이것은 다음과 같은 방법으로 증명할 수 있다.
{\displaystyle S_{n}=a_{1}+a_{2}+\dots +a_{n-1}+a_{n}} 은, 즉
{\displaystyle =a_{1}+(a_{1}+d)+\dots +\{a_{1}+(n-2)d\}+\{a_{1}+(n-1)d\}}
{\displaystyle S_{n}=a_{n}+a_{n-1}+\dots +a_{2}+a_{1}} 은, 즉
{\displaystyle =\{a_{1}+(n-1)d\}+\{a_{1}+(n-2)d\}+\dots +(a_{1}+d)+a_{1}}
{\displaystyle 2S_{n}=(a_{1}+a_{n})+(a_{2}+a_{n-1})+\dots +(a_{n-1}+a_{2})+(a_{n}+a_{1})}
{\displaystyle 2S_{n}=[2a_{1}+(n-1)d]+[2a_{1}+(n-1)d]+\dots +[2a_{1}+(n-1)d]+[2a_{1}+(n-1)d]}
{\displaystyle 2S_{n}=n[2a_{1}+(n-1)d]}
{\displaystyle S_{n}={\frac {n[2a_{1}+(n-1)d]}{2}}}
결론적으로 등차급수는 {\displaystyle \{a_{n}\}}의 평균값 x {\displaystyle \{a_{n}\}}의 항의 개수로 정리할 수 있다.(단, {\displaystyle \{a_{n}\}}은 유한수열)
등차급수의 공식은 실생활에서는 도형의 넓이(ex-사다리꼴의 넓이)를 구하는데 주로 사용된다.

### 또 다른 방법
사람들은 다음과 같은 형태의 합을 쉽게 계산 할 수 있다.
{\displaystyle S=-5-4-3-2-1+0+1+2+3+4+5}
{\displaystyle S=0}임을 쉽게 알 수 있다.
등차수열의 합도 이와같은 방법을 이용할 수 있다. 즉, 양 끝의 합이 0이 되도록 양 끝의 합의 평균을 구해 항의 개수만큼 빼주는 것이다.
그 평균값을 m이라 하면
{\displaystyle S_{n}=a_{1}+a_{2}+a_{3}+...+a_{n-2}+a_{n-1}+a_{n}}
양변 m을 n개 빼주면 우변은 위와 같은 형태로 쉽게 0이 되어버린다.
{\displaystyle S_{n}-m*n=0}
{\displaystyle S_{n}=m*n}
{\displaystyle S_{n}=\{{\frac {(a_{1}+a_{n})}{2}}\}\cdot n}
{\displaystyle S_{n}={\frac {n(a_{1}+a_{n})}{2}}}
또 다른 방법
위에서 등차수열에서 두 수만 가지고 중앙값을 구하는 식에서 숫자 개수를 곱하는 식으로 나타낼 수 있습니다.

### 등차급수의 무한합
첫항과 공차가 동시에 0이 아닌 어떤 등차수열 {\displaystyle a_{n}}에 대하여, 이 수열의 무한합 {\displaystyle \sum _{n=1}^{\infty }a_{n}}은 항상 발산한다.

## 같이 보기
- 등비수열
- 소수로 이루어진 등차수열
- 수열 슬라이드 자료 (위키버시티)